# 斯马什·帕克
威廉·亨利·“史密殊”·帕克（英語：William Henry "Smush" Parker，1981年6月1日—），绰号“死神”，美国职业篮球运动员，身高1.93米，场上位置组织后卫。
帕克出身于洛克公园，是著名的街头篮球明星，2002年弃学成为职业球员，但在当年的NBA选秀中落选。克里夫兰骑士队为其提供了一年合同，但在次年将其放弃。帕克之后前往希腊打球。之后重返NBA，先后短暂效力于底特律活塞队和菲尼克斯太阳队。
2005年赛季开始前，帕克意外地得到了洛杉矶湖人队传奇主教练菲尔·杰克逊的垂青，不但获得了湖人队的合同，还一举成为其主力组织后卫，同科比·布莱恩特成为后场搭档。但是在2007年季后赛开始前，杰克逊开始培养新人乔丹·法玛尔，帕克丢失了主力位置。
不满于忽然的失宠，帕克在新赛季开始前转投迈阿密热火队，但是在热火队帕克并无出色表现，在2008年3月10日被热火队裁员。其后洛杉矶快船队和丹佛掘金队都对其表示过兴趣，但最终都放弃了。之后帕克栖身于NBDL。
2009年1月，帕克加盟CBA的广东东莞银行队，并帮助广东华南虎队夺得了连续两个赛季的CBA总冠军。
2010年9月，帕克与俄罗斯球队圣彼得堡斯巴达队签约一年。